# Yvonne Laurich
Yvonne Laurich (* 1970) ist eine deutsche Schauspielerin.
Von 1995 bis 1998 absolvierte sie eine Ausbildung am Schauspielstudio München.
Ihr Schauspieldebüt gab Yvonne Laurich 2000 in Marc Hertels RTL-Komödie Die Traumprinzen, es folgten Schwindelnde Höhe und Klaus Knoesels Rave Macbeth. Johannes Brunner besetzte sie für Traumtänzer, Sebastian Kutzli für Alles Zombies und Kalte Haut. Am Theater etablierte sich Yvonne Laurich unter anderem in Die Vagina-Monologe sowie unter der Regie von Franz Xaver Kroetz in Der Bauer als Millionär und bei Dieter Dorn in Pancomedia.